# Septo interventricular
Septo interventricular corresponde à parede muscular ou septo localizado na porção inferior do coração. Tem a função de separar o ventrículo esquerdo do direito, para que não haja mistura de sangue venoso (pobre em oxigênio)  com o arterial (rico em oxigênio). Ausente em peixes e anfíbios, parcialmente presente nos répteis não crocodilianos e presente em répteis crocodilianos, aves e mamíferos.
A comunicação interventricular é uma cardiopatia caracterizada por uma abertura no septo interventricular.